# Supercomputing Programming Contest
Supercomputing Programming Contest（スーパーコンピューティングプログラミングコンテスト）は東京工業大学・大阪大学主催の高校生を対象としたプログラミングコンテストである。
例年NP問題を中心とした難問が出題され、それをコンピュータを利用して解くことになる。予選は各チームが各々のパソコンでプログラミングを行い、ソースを提出して審査を受ける。
1995年～2005年は東京工業大での開催であったが2006年からは大阪大の共催（2007年からは両大学の共同主催）となり、東京・大阪の2会場での開催となった。
2006年の本選は東京工業大のスパコンTSUBAMEによってプログラミングを行った。
2007年の本選は大阪大のスパコンによってプログラミングを行った。

## 関連文献
- 松田裕幸、渡辺治『スーパーコン甲子園 ― プログラミング大好き高校生たちの挑戦!』日本評論社、2005年。ISBN 978-4535784338。

## 公式サイト
- Supercomputing Programming Contest Official Site